# Lenny Hill
Lenny Hill es una localidad de Santa Lucía que forma parte del distrito de Soufrière.